# Überleitung (Rechnungslegung)
In der Rechnungslegung spricht man von Überleitung, wenn von einem Rechnungslegungsstandard (z. B. nach HGB) zu einem andern (z. B. IFRS oder US-GAAP) gewechselt wird und dafür Anpassungen einzelner Positionen notwendig sind. Die dabei vorgenommenen Berechnungen werden als Überleitungsrechnung bezeichnet und sind offen darzulegen.